# Cantonul Villemur-sur-Tarn
Cantonul Villemur-sur-Tarn este un canton din arondismentul Toulouse, departamentul Haute-Garonne, regiunea Midi-Pyrénées, Franța.

## Comune
- Bondigoux
- Le Born
- Layrac-sur-Tarn
- La Magdelaine-sur-Tarn
- Mirepoix-sur-Tarn
- Villematier
- Villemur-sur-Tarn (reședință)